# آگوستاوستلند ای‌دابلیو۱۵۹ وایلدکت
آگوستاوستلند ای‌دابلیو۱۵۹ وایلدکت (به انگلیسی: AgustaWestland AW159 Wildcat) یک هواگرد ساختِ کارخانهٔ آگوستاوستلند در کشور بریتانیا است که در سال ۲۰۰۹ ساخته شد. نخستین استفاده‌کنندهٔ این هواپیما نیروی زمینی بریتانیا بوده‌است. این هواگرد برای نخستین بار در ۱۲ نوامبر ۲۰۰۹ میلادی مورد استفاده قرار گرفت.